# Dhogs
Dhogs es una película gallega independiente en lengua gallega dirigida por el meirense Andrés Goteira que se estrenó en 2017. Es la primera película del director, está protagonizada por Carlos Blanco, Antonio Durán "Morris", Miguel de Lira, Melania Cruz, Iván Marcos y María Costas. 
Se estrenó en el Festival Internacional de Cine Independiente de Buenos Aires (BAFICI) el 19 de abril de 2017, compitiendo en la sección Vanguardia y Género de este certamen. Es la primera película rodada en gallego que se estrenó en el festival de Sitges, el 9 de octubre de 2017. A nivel gallego, el estreno tuvo lugar en el marco del Festival Internacional de Cine de Ourense (OUFF), el 21 de octubre de 2017. El primer pase para el público (fuera de un festival) previo al estreno en salas comerciales proyectado el 17 de mayo de 2018, fue en el Auditorio Gustavo Freire de Lugo el 15 de marzo de 2018.

## Argumento
La película conecta seis historias paralelas que giran en torno a diferentes personajes: una bella mujer, un hombre con una vida oscura, un taxista y un anciano exmilitar.

## Producción
La película fue financiada por AGADIC y el Concello de Lugo, pero parte del presupuesto de la película también se obtuvo a través de la plataforma Verkami, con más de 400 mecenas. Se rodó en varias localizaciones de Galicia, como Vivero, Puentes de García Rodríguez, Oleiros y La Coruña, así como en el desierto de Tabernas, en Almería.

## Premios y nominaciones

### Premios Mestre Mateo 2017
Dhogs ganó trece premios, entre ellos Mejor Película, Mejor Director, Mejor Guion, Mejor Actor, Mejor Actriz, Mejor Actor de Reparto y Mejor Actriz de Reparto, lo que la convierte en la película más premiada en la historia de los galardone de la Academia Gallega del Audiovisual. Fue nominado a 17 premios en 14 categorías.
| Categoría                      | persona                         | resultado |
| ------------------------------ | ------------------------------- | --------- |
| Mejor largometraje             | Mejor largometraje              | Ganadora  |
| Mejor dirección                | Andrés Goteira                  | Ganador   |
| Mejor actor                    | Iván Marcos                     | Ganador   |
| Mejor actriz                   | Melania Cruz                    | Ganadora  |
| Mejor actor de reparto         | Antonio Durán "Morris"          | Ganador   |
| Mejor actor de reparto         | Carlos BlancoVilla              | Finalista |
| Mejor actor de reparto         | Miguel de Lira                  | Finalista |
| Mejor actriz de reparto        | María Costas                    | Ganadora  |
| Mejor guion                    | Andrés Goteira                  | Ganador   |
| Mejor dirección de producción. | Suso López                      | Ganador   |
| Mejor dirección de arte        | Noelia Vilaboa                  | Ganadora  |
| Mejor montaje                  | Andrés Goteira y Juan Galiñanes | Ganador   |
| Mejor música original          | Germán Díaz                     | Ganador   |
| Mejor sonido                   | David Machado y Javier Pato     | Ganadores |
| Mejor dirección de fotografía  | Lucia C Pan                     | Ganadora  |
| Mejor maquillaje y peluquería. | Ana Coya                        | Finalista |
| Mejor diseño de vestuario      | María Oporto                    | Finalista |

### Otros artículos
- Premios Mestre Mateo

### Enlaces extrernos
- Página oficial (en gallego)
- DhogsDhogs en Internet Movie Database (en inglés).

- Datos: Q50347073